# アイリーン・ビエラ
アイリーン・サン・パブロ・バビエラ （Aileen San Pablo Baviera、1959年8月26日 - 2020年3月21日）は、フィリピンの政治研究者、心理学者。

## キャリア
1979年10月、バビエラはフィリピン大学で外国人サービスの理学士号を取得した。北京大学で中国近代史の学生として、1981年から1983年まで中国での研究を初めて許可された。 彼は中国語を勉強し、北京語学院から卒業証書を受け取り、国の北と西を旅しました。 1987年、ババリアは中国と東アジアを専門とするアジア研究の学士号を取得した。2003年には政治学の博士号が取得された。
1980年から1986年まで、彼は国立外務省の研究所で研究者およびトレーナーとして働いた。1990年までは、フィリピン大学の政治学部で教鞭をとり、1993年まではフィリピン-中国開発リソースセンターのリサーチコーディネーターを務めていた。1993年6月から1998年5月まで、バビエラは、外国サービス研究所の国際関係および戦略研究センターの責任者であり、1996年から1997年まで、アテネオデマニラ大学の政治学部で教鞭をとっていた。
1998年6月から2001年12月まで、バビエラはフィリピン中国開発リソースセンターの事務局長を務め、同時に2005年6月までフィリピン中央アジア大学の准教授を務めていた。2003年9月から2009年10月まで、彼はアジアセンターの学部長も務めた。2005年7月からは、ワシントンDCのアジア政治政策研究機構の専任教授兼編集長を務めた。最近では、アジアパシフィックパスウェイズフォープログレスファンデーションの社長兼最高経営責任者を務めた。
フランスのパリにて会議出席中だった2020年3月12日に体調を崩し、新型コロナウイルスの陽性反応が出たため帰国。3月21日の早朝にマニラのサンラサロ病院でCOVID-19が原因の肺炎で死亡した。

## 家族構成
配偶者は2018年に心臓発作で亡くなったヴィルガスバビエラである。

## 出版物（選挙）
- マニラ首都圏の中国人の現代の政治的態度と行動 、1994年。
- 東アジアの地域安全保障：協力とコミュニティ構築への挑戦 、2008年。